# 山川登美子記念館
山川登美子記念館（やまかわとみこきねんかん）は、福井県小浜市にある文学館。明治時代に活動した、小浜出身の女流歌人山川登美子を顕彰する施設である。

## 概要
与謝野鉄幹、与謝野晶子とともに、明治時代の詩歌誌「明星」を代表する歌人として知られる山川登美子を記念する施設で、彼女の実家を館施設として2007年4月21日に開館した。館内には短歌集、与謝野鉄幹から朱で添削を受けた歌稿、生前の身回品、琴、与謝野晶子と一緒に撮影された写真パネル、鉄幹・晶子との三角関係の資料、直筆の辞世の句などを展示する。奥座敷「登美子の間」は、彼女が息を引き取った部屋である。
登美子の実家である当館は、彼女の父である第二十五国立銀行の頭取山川禎蔵が建てた邸宅である。主屋のほか、離れ、土蔵、表門、中門が国の登録有形文化財に登録されている。

## 利用情報
- 開館時間 - 9時～17時（入館は16時30分まで）
- 休館日 - 火曜（年末年始12月29日～1月3日）
- 所在地 - 〒 福井県小浜市千種一丁目10番7号
- 山川登美子記念館オフィシャルサイト

## 交通アクセス
- 小浜線 小浜駅 徒歩10分

## 周辺
- 若狭防災センター
- 杉田玄白記念公立小浜病院
- 中央児童公園
- 小浜市文化会館
- 小浜市役所